# Clidostomum
Clidostomum es un género de foraminífero bentónico considerado un sinónimo posterior de Bolivina de la familia Bolivinidae, de la superfamilia Bolivinoidea, del suborden Buliminina y del orden Buliminida. Su especie tipo era Clidostomum polystigma. Su rango cronoestratigráfico abarcaba el Holoceno.

## Discusión
Clasificaciones previas incluían Clidostomum en el suborden Rotaliina del orden Rotaliida.

## Clasificación
Clidostomum incluía a la siguiente especie:
- Clidostomum polystigma